# Живёшь только дважды
«Живёшь только дважды» (англ. You Only Live Twice) — пятый фильм о британском суперагенте Джеймсе Бонде. Экранизация одноимённого романа Яна Флеминга, написанного в 1964 году. Сценарий к фильму был написан Роальдом Далем, и впервые сюжет фильма о Джеймсе Бонде так сильно отошёл от оригинального сюжета романа. Это должен был быть последний фильм официальной «бондианы» в карьере Шона Коннери. После него Коннери отказался сниматься в следующем фильме про Бонда — «На секретной службе Её Величества», и на главную роль был приглашён Джордж Лэзенби.
Вся сюжетная линия картины связана с Японией; это единственный фильм «бондианы», снятый в национальной стилистике конкретной страны.

## Сюжет
За время работы Бонда в секретной службе у него накопилось много врагов, и, чтобы обезопасить жизнь агента, спецслужбы инсценируют убийство Бонда в номере гонконгского отеля и похороны на борту корабля (фрегат HMS Tenby) где, как капитана второго ранга королевского ВМФ, его тело сбрасывают в море, а затем подбирают водолазы и доставляют на подводную лодку.
Террористы организации СПЕКТР при помощи собственного космического корабля прямо в космосе похищают космический корабль США с астронавтами на борту. Американское правительство винит в похищении Советский Союз, и только представители Великобритании предлагают не спешить с выводами, пока их агент расследует это дело. По их данным, объект, похитивший корабль, приземлился где-то в Японии. Именно туда и направляется Джеймс Бонд. Там, с помощью главы японской разведки Танаки (по прозвищу Тигр) и девушек Аки и Кисси Судзуки, Бонд проводит расследование, которое выводит его на крупного японского предпринимателя мистера Осато, живущего на одном из островов Японии. При помощи летательного аппарата Q (автожир WA-116) Бонд осматривает остров, где на него нападают четыре неизвестных вертолета, но агент 007 сумел отбиться и сбить их всех.
Тем временем тот же неопознанный объект похищает советский космический корабль. Советский Союз обвиняет в похищении американцев, а американцы считают, что Советский Союз нарочно инсценирует похищение. Две сверхдержавы близки к войне. Таинственный корабль садится на этом острове, где его и замечает Бонд. Тем временем США планирует запустить новый космический аппарат, и в случае его похищения начнётся новая мировая война между США и СССР. Бонд в спешке находит тайную базу СПЕКТРа, где садится их космический корабль. При помощи людей Танаки Бонд уничтожает базу террористов и их космический корабль, предотвратив мировую войну. Но «номер первый» СПЕКТРа, Блофельд, убивает своего сообщника Осато и сбегает.

## В ролях
| Актёр            | Роль                                                                  |
| ---------------- | --------------------------------------------------------------------- |
| Шон Коннери      | Джеймс Бонд                                                           |
| Акико Вакабаяси  | Аки (озвучивает Дайан Силенто)                                        |
| Миэ Хама         | Кисси Судзуки (озвучивает Дайан Силенто)                              |
| Дональд Плезенс  | Эрнст Ставро Блофельд                                                 |
| Карин Дор        | Хельга Брандт                                                         |
| Тэцуро Тамба     | Тигр Танака (озвучивает Роберт Ритти)                                 |
| Тэру Симада      | мистер Осато                                                          |
| Бернард Ли       | M                                                                     |
| Лоис Максвелл    | мисс Манипенни                                                        |
| Десмонд Ллевелин | Q                                                                     |
| Чарльз Грей      | Дикко Хендерсон                                                       |
| Цай Чинь         | Лин                                                                   |
| Рональд Рич      | Ганс (телохранитель Блофельда)                                        |
| Дайан Силенто    | Кисси Судзуки (дублёр)                                                |
| Ричард Марнер    | офицер советского космического командного центра (в титрах не указан) |
| Питер Майвиа     | водитель, один из приспешников Осато                                  |

## Гонорары
- Шон Коннери — 750 000 $ (+0,5 % от мировой прибыли, а именно 250 000 $). Итого общий гонорар составляет 1 млн $[1].

## Награды
- 1968 год — Номинация на «BAFTA» — лучший артдиректор цветного фильма — Кен Адам.
- 1967 год — «Golden Screen» Германия, как лучший фильм года.
- 2004 год — Номинация на «Golden Satellite Award» за лучший классический выпуск на DVD.

## Саундтрек
You Only Live Twice — название четвёртой главной темы к фильму. Была написана Джоном Барри и Лесли Брикасс. Исполнила песню Нэнси Синатра.